# Ключ 134
Ключ 134 (трад. и упр. 臼) — ключ Канси со значением «ступа»; один из 29, состоящих из шести штрихов.
В словаре Канси есть 71 символ (из 49 030), которые можно найти c этим радикалом.

## История

Вид в малой печати Чжуаньшу

Древняя идеограмма изображала графически насечки на внутренней поверхности этого предмета. Иероглиф, произошедший от этой пиктограммы, используется в значениях «толочь, толчея, ступка».
В качестве ключевого знака иероглиф используется редко.
В словарях находится под номером 134.

## Примеры иероглифов
| Доп. штрихи | Иероглифы   |
| ----------- | ----------- |
| 0           | 臼          |
| 2           | 臽 臾       |
| 3           | 臿          |
| 4           | 舀          |
| 5           | 舂          |
| 6           | 舃 舄       |
| 7           | 舅 舆/輿 與 |
| 9           | 興          |
| 11          | 舉          |
| 12          | 舊          |
| 13          | 舋          |

- Примечание: Ваш браузер может отображать иероглифы неправильно.